# Amerindische Sprachen

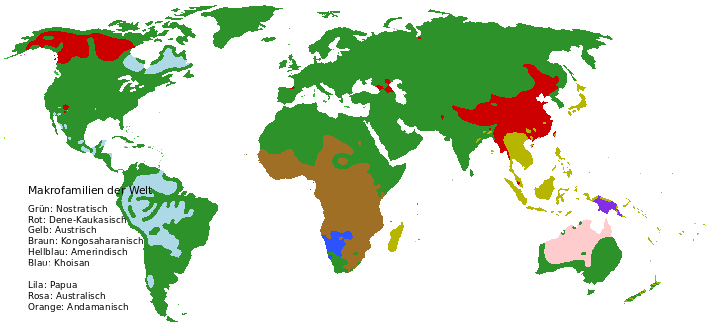
Hypothetische Makrofamilien der Welt nach Joseph Greenberg und Anderen. Diese Zusammenfassungen werden jedoch von den meisten Linguisten nicht akzeptiert.
Die amerindische Makrofamilie ist hellblau dargestellt

Amerindisch, auch Amerind oder Amerindische Sprachen, ist eine von Joseph Greenberg vorgeschlagene Makrofamilie, die er in seinem Werk Language in the Americas von 1987 ausführlich beschreibt und begründet. Das Amerindische nach der Definition Greenbergs umfasst alle indigenen amerikanischen Sprachen, außer den eskimo-aleutischen Sprachen und den Na-Dené-Sprachen.
Die amerindische Hypothese wird von der Mehrheit der Amerikanisten nicht akzeptiert. Sie wurde im Gegenteil in manchmal auch aggressiven Beiträgen regelrecht bekämpft.
Die folgenden Darstellungen orientieren sich weitgehend an den Überlegungen von Joseph Greenberg und müssen deshalb als kontrovers diskutiert betrachtet werden.

## Die Dreiteilung der amerikanischen Sprachen nach Greenberg
Nach der erfolgreichen Klassifikation der afrikanischen Sprachen untersuchte Greenberg die indigenen Sprachen Amerikas, die nach mehrheitlicher Auffassung der einschlägigen Forschung in hunderte genetische Einheiten und isolierte Sprachen zerfallen. Sein 1987 veröffentlichtes Ergebnis ist die Einteilung aller amerikanischen Sprachen in nur drei genetische Gruppen:
- Eskimo-Aleutisch
- Na-Dené (umfasst nach Greenberg Tlingit, Haida, Eyak und die athapaskischen Sprachen)
- Amerindisch (der gesamte Rest aller indigenen amerikanischen Sprachen)

Diese Dreiteilung wird durch humangenetische Untersuchungen von Cavalli-Sforza (vgl. Cavalli-Sforza 1996) und durch archäologische Forschungen gestützt, die zeigen, dass diese drei Gruppen zu unterschiedlichen Zeiten von Sibirien über die Beringstraße nach Amerika eingewandert sind, zuerst die Träger der amerindischen Sprachen, dann die Na-Dené-Völker, zuletzt die Eskimos.

## Greenbergs Methode und ihre Kritik
Während das Eskimo-Aleutische und prinzipiell auch das Na-Dené als genetische Einheiten schon lange anerkannt waren, fand und findet das Konzept der amerindischen Sprachen bei den meisten Amerikanisten keine Unterstützung. Für den heutigen Stand der Amerikanistik typisch ist die Darstellung von Lyle Campbell, American Indian Languages (1997) mit weit über 200 separaten genetischen Gruppen und vielen isolierten Sprachen (siehe unten die Gegenüberstellung von Greenbergs Amerindisch mit den genetischen Einheiten Campbells).

### Lexikalischer Massenvergleich
Die sehr massive amerikanistische Kritik galt hier nicht nur Greenbergs Klassifikationsergebnis, sondern vor allem seiner Methode des lexikalischen Massenvergleichs, bei der die Klassifikation sich aus dem Vergleich von Wörtern und Morphemen aus einer sehr großen Gruppe von Sprachen ergibt (im Fall des Amerindischen nahezu aller indigenen Sprachen Amerikas). Dabei werden Wortgleichungen aufgestellt und aus diesen die Klassifikationen abgeleitet; die Etablierung von Lautgesetzen und die Rekonstruktion von Protosprachen ist dann ein zweiter Schritt, der die Ergebnisse der vorhergehenden Klassifikationshypothese bestätigt, verfeinert oder auch widerlegt. (Diesen zweiten Schritt hat Greenberg in der Regel anderen überlassen.) Die Methode des Massenvergleichs hatte Greenberg auch schon bei seiner inzwischen weitgehend akzeptierten, allerdings auch wieder in vielen Punkten in Frage gestellten, Klassifikation der afrikanischen Sprachen angewandt. Es ist gemäß Greenbergs Unterstützern letztlich auch die Methode, mit der die Forscher des frühen 19. Jahrhunderts die genetische Einheit und die im Wesentlichen korrekte Gliederung des Indogermanischen oder Finno-Ugrischen erkannten, lange bevor Lautgesetze etabliert oder Protosprachen rekonstruiert wurden. Viele Kritiker Greenbergs haben – laut seinen Verteidigern – übersehen, dass auch die rigide historisch-vergleichende Linguistik Vorstufen besitzt, die exakt den induktiv-heuristischen Methoden Greenbergs entsprechen. Doch William Poser und Lyle Campbell kritisieren in einem Aufsatz diese Auffassung und legen dar, warum ihrer Meinung nach zwischen Greenbergs und der traditionellen historisch-vergleichenden Methode, wie sie vor allem im Rahmen der Indogermanistik im 19. Jahrhundert entwickelt worden ist, entscheidende Unterschiede bestehen.

### Fehlerhaftes Datenmaterial
Darüber hinaus wurden Greenberg zahlreiche Fehler in seinem Datenmaterial vorgeworfen (vgl. Lyle Campbell 1997), wie falsche oder nicht-existierende Wörter, Verwendung verzerrter oder überdehnter Bedeutungen, Wörter, die den falschen Sprachen zugeordnet wurden, falsche Zerlegung des Wortmaterials in Präfixe, Wortkern und Suffixe. Obwohl Greenberg in mehreren Aufsätzen seine Methode verteidigte und auch zeigte, dass viele Vorwürfe nicht zutrafen (diese Aufsätze sind in Greenberg 2005 zusammengefasst), haben die nachweisbaren Fehler in der greenbergschen Beweisführung nicht unerheblich zur fehlenden Akzeptanz des Amerindischen beigetragen.

### Erfolg der kleineren Einheiten
Lediglich mittelgroße und kleinere genetische Einheiten seiner Klassifikation (die zu einem großen Teil schon von Edward Sapir Anfang des 20. Jahrhunderts vorgeschlagen worden waren) konnten durch weitere Forschungsarbeiten bestätigt werden, was bei der heutigen Zerrissenheit der linguistischen Landschaft Amerikas auch schon ein großer Fortschritt ist. Das Aufzeigen oder endgültige Widerlegen der Verwandtschaft größerer Sprachgruppen Amerikas wird sicher noch einige Jahrzehnte intensiver linguistischer Feldarbeit und vergleichender Forschung erfordern, wenn dies nicht durch das heute bereits zu beobachtende alarmierend rasche Aussterben von Indianersprachen vorzeitig unmöglich gemacht wird. Das greenbergsche Konzept „Amerind“ ist als Arbeitsprogramm die bis heute größte Reduktion der Anzahl separater Sprachfamilien in Amerika.

### Zugehörigkeit von Unterfamilien zu anderen Sprachfamilien
In einigen Fällen sind Teile des Amerind anderen Sprachfamilien zugeordnet worden, so zeigt zum Beispiel Holst (2005) eine enge Verwandtschaft der Eskimo-Aleutischen Sprachen mit den Wakash-Sprachen.
Ebenso werden einige Sprachfamilien von Spezialisten für das Na-Dene in Anspruch genommen.
Solche Beziehungen – falls sie sich bestätigen lassen – überschreiten die von Greenberg gezogene Grenze zwischen den drei genetischen Sprachgruppen und schwächen die Amerind-Hypothese insgesamt.

### Generelle Probleme bei der Klassifikation amerikanischer Sprachen
Im Falle der amerikanischen Sprachen wird die einvernehmliche Großgliederung dadurch erschwert, dass einerseits in großen Teilen Amerikas (vor allem in Südamerika) viele Sprachen bisher nur ungenügend erforscht und dokumentiert wurden und dies aufgrund des dramatischen raschen Aussterbens vieler Sprachen teilweise auch nicht mehr nachgeholt werden kann. Andererseits erlaubt die Vielfältigkeit und Vielzahl der Sprachen (etwa 1000, davon rund 400 ausgestorben) es auch kaum einem einzigen Amerikanisten, über das für die Klassifizierung vieler Sprachfamilien nötige Detailwissen zu verfügen. Erschwerend kommt hinzu, dass englischsprachige und spanisch-portugiesische Forscher nicht gut vernetzt sind.

### Zeittiefe der Protosprache
Ein grundlegendes Problem des Amerindischen ist – wie bei allen vorgeschlagenen Makrofamilien – die große Zeittiefe ihrer hypothetischen Protosprache. Es ist umstritten, ob die Besiedler Amerikas vor etwa 12.000 Jahren eine einzige Sprache besaßen. Im Gegenteil sprechen gute Gründe für eine Diversifizierung der späteren amerindischen Sprachen in Nordostasien. Ein hypothetisches Proto-Amerind, das Greenberg und seine Anhänger zu keinem Zeitpunkt zu rekonstruieren versucht haben, müsste dann ein Alter von mindestens 15.000, wenn nicht 20.000 Jahren haben. Die meisten Forscher der vergleichenden Linguistik – nicht nur die Amerikanisten – sind der Ansicht, dass phonetische, grammatische und lexikalische Gemeinsamkeiten nach so langer Zeit nicht mehr nachweisbar sind.
Ein junges Argument für die amerindische Theorie sind neu gefundene Fußabdrücke in New Mexico, die die Erstbesiedlung Amerikas um etwa 10.000 Jahre vorverlegt: Durch Radiokarbondatierung verifizierte man, dass dort bereits vor 23.000 bis 21.000 Jahren Menschen in einer Flussdünenlandschaft lebten, wodurch eine postulierte protoamerindische Sprache vor 20.000 Jahren eben gerade nicht gegen eine Entstehung in Amerika spricht.

### „Lumper“ und „Splitter“
Gerade in der Amerikanistik besteht ein sehr breiter Graben zwischen den Lumpers, die möglichst viele Sprachen in möglichst wenigen, großen Familien zusammenfassen möchten, und den Splitters, die äußerst kritisch gegenüber nicht über jeden Zweifel erhabenen genetischen Einheiten sind, was zu einer Vielzahl kleiner und kleinster genetischer Gruppen und isolierten Sprachen führt. Entsprechend sehen die einen Linguisten nur eine (Amerind) oder höchstens ein Dutzend genetische Großeinheiten, während andere Linguisten bis zu 200 Sprachfamilien und isolierte Einzelsprachen auf dem amerikanischen Doppelkontinent annehmen. Generell ist festzustellen, dass bei der Klassifikation von Sprachen zwei Arten von Fehlern gemacht werden können: einerseits das fehlerhafte Zusammenfügen von Sprachen, die genetisch nicht verwandt sind; andererseits das Nichterkennen von genetischen Verwandtschaften. Der zweite Fehlertypus wird oft als weniger schwerwiegend betrachtet; die – meist kleinen, übersichtlichen und gut nachweisbaren – Einheiten der „Splitters“ sind immerhin mit hoher Wahrscheinlichkeit korrekt und bilden einen Minimalkonsens, während darüber hinausgehende Einheiten möglich bleiben, aber noch des Nachweises harren. „Splitters“ von einem Vorschlag zu überzeugen, ist ja nicht unmöglich, aber sie legen strengere Kriterien an einen Nachweis an, während „Lumpers“ in der Meinung der „Splitters“ areale Gemeinsamkeiten wie in Sprachbünden als Hinweis auf genetische Verwandtschaft fehldeuten, während Gemeinsamkeiten ebenso gut durch Sprachkontakt zustande gekommen sein können. Beide Fehlertypen können bei der Klassifikation der amerikanischen Sprachen eine Rolle spielen.
Es muss auch grundsätzlich festgestellt werden, dass historisch reale, aber weit in die Vergangenheit zurückgehende Verwandtschaften in vielen Fällen schlicht nicht mehr eindeutig feststellbar und von durch Kontakt zustande gekommenen Gemeinsamkeiten nicht mehr klar abgrenzbar sind, weshalb es durchaus möglich ist, dass „Lumpers“ in bestimmten Fällen historisch reale Verbindungen verfechten, die mangelnde Bereitwilligkeit der „Splitters“, diese zu akzeptieren, wenn die Evidenz (noch) nicht ausreicht oder die Argumente (noch) nicht gut genug sind, jedoch dennoch methodisch korrekt oder zu bevorzugen ist. Wahrheit und wissenschaftliche Nachweisbarkeit sind unterschiedliche Dinge. Darüber hinaus ist es gut möglich, dass „Lumpers“ die Tragweite des Problems, Vorschläge zur Verwandtschaft von Hunderten verschiedener Sprachen, in denen man kein Spezialist ist, zu beurteilen, bei weitem unterschätzen. Selbst wenn beispielsweise die Amerind-Sprachen tatsächlich eine Sprachfamilie bildeten, wäre es äußerst schwierig, jemanden zu finden, der die Kompetenz besäße, eine so umfassende und weitreichende Verwandtschaft nachzuweisen, oder einen vorhandenen Nachweis vollständig und in jedem Detail zu beurteilen, da er ein ausgewiesener Kenner von zumindest sehr vielen Einzelsprachen und Sprachgruppen im Bereich der amerikanischen Indianersprachen sein müsste. Die Datenfülle wäre überwältigend. In einem speziell diesem Thema gewidmeten Buchkapitel weist Lyle Campbell, ein bekennender „Splitter“, verschiedenen Vorschlägen im Bereich der amerikanischen Indianersprachen impressionistisch geschätzte Wahrscheinlichkeiten (in Form von Prozentwerten) zu, jeweils verbunden mit einer Schätzung der Zuverlässigkeit dieser Angabe (aus der Selbsteinschätzung seiner Kompetenz heraus), um den Umstand zu betonen, dass es nicht um „absolute Wahrheiten“, Politik oder Psychologie (bloße Konservativität oder vermeintlicher „Unwillen“ auf der Seite der „Splitters“, die „Wahrheit“ zu anerkennen, aus unsachlichen Motiven heraus) geht, sondern um die Qualität von Methoden und Argumenten.

## Amerindisch und seine Gliederung
Im Folgenden wird das Amerindische und seine Gliederung nach Greenberg 1987 dargestellt. Greenberg gliederte die amerindischen Sprachen in sechs Primärzweige, nämlich Nord-Amerind (nordamerikanische Sprachen), Zentral-Amerind (mittelamerikanische Sprachen) und die südamerikanischen Einheiten Chibchan-Paezan, Andisch, Äquatorial-Tucano und Ge-Pano-Carib.
In der folgenden Darstellung sind in Klammern die genetischen Einheiten nach Campbell 1997 angegeben. Dadurch ergibt sich eine Konkordanz zwischen den Untereinheiten Greenbergs und den genetischen Einheiten (Sprachfamilien und isolierten Sprachen) Campbells, der in seinem Werk die aktuelle Mehrheitsmeinung zur Klassifikation der amerikanischen Sprachen umfassend darstellt. Die Einheiten Campbells liegen auch den unten angegebenen Weblinks zur Klassifikation der nord-, mittel- und südamerikanischen Sprachen zu Grunde.
Gliederung des Amerindischen nach Greenberg und Konkordanz zu Campbell
In Klammern sind die genetischen Einheiten nach Campbell 1997 angegeben, die den Untergruppen Greenbergs 1987 entsprechen.
- Nord-Amerind
  - Almosan-Keres
    - Almosan (Algonkin-Ritwan, Kutenai, Chimakum†, Salish, Wakashan)
    - Keres-Gruppe (Caddo-Pawnee, Irokesisch, Keres, Sioux, Yuchi)

  - Penutisch
    - Kalifornisch (Maidu†, Miwok-Costano, Wintu, Yokuts)
    - Chinook (Chinook)
    - Mexikanisch (Huave; Maya, Mixe-Zoque, Totonac-Tepehua)
    - Oregon (Alsea†, Coos†, Takelma-Kalapuya†, Siuslaw†)
    - Plateau (Cayuse†, Klamath-Modoc†, Molala†, Sahaptin – Nez Perce)
    - Tsimshian (Tsimshian)
    - Yuki-Gulf (Atakapa, Chitimacha†, Muskogee, Natchez, Tunica, Yuki-Wappo†)
    - Zuni (Zuni)

  - Hoka
    - Nukleares Hoka
      - Nord-Hoka (Karuk, Shasta†, Chimariko†; Yana†; Pomo)
      - Washo (Washo)
      - Esselen-Yuma (Esselen†, Yuma-Cochimi)
      - Salinan-Seri (Salinan†, Seri, Chumash†)
      - Waicuri (Guaicura†)
      - Maratino (Maratino)
      - Tequistlatec (Tequistlatec)

    - Coahuiltecan (Tonkawa†, Coahuilteco†, Comecrudo†, Karankawa†)
    - Subtiaba-Tlapanec (siehe Oto-Mangue)
    - Jicaque (Jicaque)
    - Yurumangui (Yurumangui†)
- Zentral-Amerind
  - Kiowa-Tano (Kiowa-Tano)
  - Oto-Mangue (Otomangue)
  - Uto-Aztekisch (Uto-Aztekisch)
- Chibcha-Paez
  - Makro-Chibcha
    - Cuitlatec (Cuitlatec)
    - Lenca (Lenca)
    - Nukleares Chibcha (Chibcha, Misumalpa)
    - Tarascan (Tarasco)
    - Xinca (Xinca)
    - Yanoama (Yanomam)

  - Makro-Paezan
    - Nukleares Paezan (Andaqui†, Barbacoa, Choco, Paez)
    - Sonstiges Paezan (Huarpe, Atacama, Betoi†, Chimu-Mochica, Itonama, Jirajara, Mura, Matanawi, Timucua, Guarao)
- Andisch
  - Aymara (Aymara)
  - Itucale-Sabela (Urarina, Sabela)
  - Kahuapana-Zaparo (Cahuapana, Zaparo)
  - Nord-Andisch (Sechura-Tallan, Cholon-Hibito†, Culle†, Leco)
  - Quechua (Quechua)
  - Süd-Andisch (Kawesqar [Alakaluf], Mapudungun [Araukanisch], Chon, Yamana)
- Äquatorial-Tucano
  - Makro-Tucano (Tucano; Auixiri†, Kanichana, Kapixana, Katukina, Gamela†, Aikana-Tubarao, Irantxe, Maku, Sape, Arutani, Koaya, Movima, Munichi†, Nambiquara, Natu†, Pankararu†, Puinave, Makú, Xukuru, Ticuna, Yuri, Huamoe†)
  - Äquatorial
    - Makro-Arawak (Arawak, Arawá, Puquina†; Guajibo)
    - Jibaro-Kandoshi (Cofan, Esmeralda, Jivaro, Kandoshi, Yaruro)
    - Kariri-Tupi (Tupi, Kariri)
    - Cayubaba
    - Saliva-Piaroa
    - Taruma
    - Timote
    - Trumai
    - Tuxa†
    - Yuracare
    - Zamuco
- Ge-Pano-Carib
  - Makro-Carib (Carib; Andoque, Bora-Witoto, Kukura, Peba-Yagua)
  - Makro-Pano (Pano-Tacana; Charrua, Lengua-Mascoy, Lule-Vilela, Mataco-Guaikuru, Moseten)
  - Makro-Ge (Ge, Bororo, Botocudo, Karaja, Rikbaktsa, Guato, Kamaka, Mashakali, Ofaye, Puri; Chiquitano, Oti, Jabuti)